# Cambra de Tarragona
La Cambra de Tarragona és una cambra de comerç fundada el 1887 per un grup d'empresaris de la província de Tarragona.

## Història
La seva creació va tenir lloc en el marc del Reial Decret que afavoria la creació d'aquest tipus d'organismes, amb l'objectiu de reactivar el teixit productiu. El 1905 van crear una escola mercantil, on s'ensenyava economia, estadística i llengües. A principis del 1970 fou una de les impulsores de l'actual Universitat Rovira i Virgili.
Les seves línies principals d'actuació en l'actualitat són la internacionalització, la formació, la defensa de les infraestructures i el foment de l'emprenedoria.

### Presidents
Des de la seva creació la Cambra de Tarragona ha tingut 26 presidents. El primer president va ser Benigno López, qui fou president del 1887 al 1892. L'actual Presidenta, Laura Roigé Pons, és la primera dona president la institució en tota la seva història.

## Premis i reconeixements
- El 2022 va rebre el Premios Camaras a la Internacionalització, atorgat per les cambres de comerç d'Espanya.[cal citació]